# Ingrid von Werdenhoff
Ingrid (Inga) Minne Leontine von Werdenhoff, född Köhler 3 februari 1895 i Stockholm, död där 30 april 1969, var en svensk målare, tecknare, textilkonstnär, illustratör, poet och journalist.
Hon var dotter till kanslirådet Sven Köhler och kompositören Emmy Köhler (Welin) och gift 1918–1928 med Jost von Werdenhoff. De fick sonen Jost. Hon var moster till konstnären Magnus Wallin och kusin till konstnären Carl Köhler. 
Inga von Werdenhoff studerade konst vid Byam Shaw & Vicat Cole School of Arts and Crafts i London 1913–1914 och vid Figge Fredrikssons målarskola i Stockholm samt privatstudier för Maj Lindman 1923–1926 och genom självstudier under kortare perioder i Paris. Sedan mitten av 1950-talet tjänstgjorde hon som tecknare vid Etnografiska museet i Stockholm. 
Tillsammans med Edith Welinder ställde hon ut på Salon Cri i Stockholm 1932 och tillsammans med Eva Sandberg och Kalle Jansson i Gävle 1950. Separatutställning bland annat i Mönsterås och på Etnografiska museet. Hon var representerad i utställningen Målande skrivare och skrivande målare som visades på Lilla Paviljongen 1954. För Eastmaninstitutet i Stockholm utförde hon 1934–1936 en serie dekorativa textila kompositioner. Hennes bildkonst består av abstrakta och naturalistiska målningar utförda i akvarell, pastell, gouache samt collage. Som tecknare medverkade hon med illustrationer i tidskrifterna  Vi och Perspektiv samt skapade affischer och jul- och påskkort. Hon är dock mest känd för sina textilapplikationer.